# Illa Calvert
L'illa Calvert és una illa de la costa nord de la província canadenca de la Colúmbia Britànica. Es troba a l'est del Queen Charlotte Sound, uns 100 quilòmetres al nord de la ciutat de Port Hardy, que es troba a l'extrem nord de l'illa de Vancouver.

## Etimologia
L'illa Calvert va ser nomenada el 1788 per Charles Duncan, capità del vaixell Princess Royal. El nom probablement honra a la família Calvert, i específicament a Lord Cecilius Calvert, segon baró de Baltimore. El nom va ser conservat per George Vancouver i publicat com a tal als seus mapes.

## Geografia
L'illa Calvert fa 32 quilòmetres de llargada i una amplada que oscil·la entre els 3 i els 16 quilòmetres. Té una superfície de 334,27 km² i el seu cim més elevat s'eleva fins als 1.045 msnm. Una sèrie d'illes més petites es troben al nord de l'illa, la més gran de les quals és la d'Hecate, amb 47,78 km². El pas de Hakai separa les illes al voltant de l'illa Calvert de les que envolten l'illa Hunter, al nord. A l'est, el Fitz Hugh Sound, part de l'Inside Passage, separa l'illa Calvert del continent. La desembocadura del Rivers Inlet es troba a l'est de l'extrem sud de l'illa.

## Història
El territori tradicional dels heiltsuk incloïa l'illa Calvert i s'estenia cap al nord pel canal Dean i el canal Burke, i al llarg de les illes costaneres fins al Milbanke Sound. Les proves arqueològiques indiquen que la regió ha estat habitada des de fa molts milers d'anys. El 2015 els investigadors de l'Institut Hakai i la Universitat de Victoria van anunciar que les petjades humanes trobades a l'illa podrien datar de 13.200 anys, convertint-les en les més antigues conegudes a Amèrica del Nord. Es creu que representen un home, una dona i un nen. El seu descobriment recolza la hipòtesi de l'autopista Kelp que els boscos d'algues al llarg de la costa del Pacífic nord van proporcionar una ruta per a la població de les Amèriques.
El juliol de 1788, el comerciant de pells britànic Charles Duncan va arribar a la regió de l'illa Calvert. Va fondejar el seu vaixell, el Princess Royal, a Milbanke Sound, després es va dirigir cap al sud, comerciant amb el heiltsuk i explorant el que llavors eren aigües desconegudes pels britànics. Va passar pel pas de Hakai fins a Fitz Hugh Sound, després va fondejar a la costa est de l'illa, a Safety Cove, d'on va continuar cap al sud, fins a l'illa de Vancouver.

## Àrees protegides
Al nord de l'illa, al pas de Hakai Pass, hi ha l'àrea de conservació de Hakai Luxvbalis, amb més de 1.200 km² de terra i mar, és l'àrea marina protegida provincial més gran de la costa de la Colúmbia Britànica. L'àrea recreativa provincial de Hakai, de 50.707 ha, inclou la part nord de l'illa Calvert i la sud de l'illa Hunter, així com nombroses illes més petites de la zona.